# Collingswood
Collingswood é um distrito localizado no estado americano de Nova Jérsei, no Condado de Camden.

## Demografia
Segundo o censo americano de 2000, a sua população era de 14.326 habitantes.
Em 2006, foi estimada uma população de 13.961, um decréscimo de 365 (-2.5%).

## Geografia
De acordo com o United States Census Bureau tem uma área de
4,9 km², dos quais 4,7 km² cobertos por terra e 0,2 km² cobertos por água.

## Localidades na vizinhança
O diagrama seguinte representa as localidades num raio de 4 km ao redor de Collingswood.